# Macrothemis pseudimitans
Macrothemis pseudimitans is een libellensoort uit de familie van de korenbouten (Libellulidae), onderorde echte libellen (Anisoptera).
De wetenschappelijke naam Macrothemis pseudimitans is voor het eerst geldig gepubliceerd in 1898 door Calvert.